# Håndbold Spiller Foreningen
Håndbold Spiller Foreningen (HSF) är en dansk förening med syfte att tillvarata professionella handbollsspelares intressen. Föreningen bildades den 19 maj 1997 och togs upp i danska LO den 27 maj 2011. Den hade 337 medlemmar år 2012, minst av alla LO-förbunden.